# 鮑爾斯 (密歇根州)
鮑爾斯（英語：Powers）是位於美國密歇根州梅諾米尼縣斯波爾丁鎮區的一個村。

## 人口
根據2020年美國人口普查的數據，鮑爾斯的面積為2.43平方千米，當中陸地面積為2.43平方千米，而水域面積為0.00平方千米。當地共有人口381人，而人口密度為每平方千米156人。